# Et la fête continue !
Pour les articles homonymes, voir Et la fête continue.
Pour plus de détails, voir Fiche technique et Distribution.
Et la fête continue ! est un film franco-italien réalisé par Robert Guédiguian et sorti en 2023.

## Contexte
Le film a pour toile de fond Marseille avec l'effondrement en 2018 des immeubles de la rue d'Aubagne et les élections municipales de 2020 à travers la figure de Michèle Rubirola, dont s'inspire le personnage de Rosa. 
Le contexte humain est aussi celui de l'importante diaspora arménienne de Marseille à travers la famille de Rosa.

## Synopsis
Rosa, infirmière à l'hôpital de la Timone et proche de la retraite, se démène pour regrouper les militants de gauche et écologistes pour les prochaines élections municipales. Son fils Sarkis, qui tient le bar « La Nouvelle Arménie » dans le quartier de Noailles, est amoureux d'Alice, comédienne qui milite avec les personnes du quartier qui ont été touchées par l'effondrement des immeubles de la rue d'Aubagne. Alice dirige également un chœur auquel elle fait répéter la chanson de Charles Aznavour Emmenez-moi.   
Henri, le père d'Alice, qui vient de prendre sa retraite et transmettre sa librairie, s'installe provisoirement à Marseille pour se rapprocher de sa fille. Il fait la connaissance de Rosa et du petit monde qui évolue autour d'elle : Tonio, son frère chauffeur de taxi, Minas, son autre fils médecin, et Paula, sa belle-fille, Laëtitia, jeune infirmière logée chez Tonio.
Certains membres de l'alliance électorale rose-verte veulent faire de Rosa leur tête de liste pour les élections municipales, mais celle-ci, qui se sent désabusée et rêve de lever le pied, n'est pas très emballée par cette perspective. Sa toute neuve relation avec Henri devient rapidement une histoire d'amour. 
Ses deux fils Minas et Sarkis sont profondément attachés à leurs racines arméniennes, et veulent soutenir l'Arménie en guerre contre l'Azerbaïdjan. Sarkis rêve également d'une famille nombreuse, qu'il voit comme une revanche sur le génocide arménien. Cela bouleverse Alice, qui n'ose pas lui avouer sa stérilité. Rosa ira expliquer avec diplomatie la situation à son fils. 
Le collectif d'habitants de la rue d'Aubagne a décidé de rebaptiser la place toute proche Place du 5 Novembre pour garder la mémoire de cet événement. Une cérémonie est organisée au cours de laquelle Alice, Tonio et plusieurs membres de la petite bande prennent la parole. 

## Fiche technique
- Titre : Et la fête continue !
- Réalisation : Robert Guédiguian
- Scénario : Robert Guédiguian et Serge Valletti
- Photographie : Pierre Milon
- Son : Laurent Lafran
- Décors : David Vinez
- Costumes : Anne-Marie Giacalone
- Montage : Bernard Sasia
- Musique : Michel Petrossian
- Production : Agat Film - Bibi Film - France 3
- Distribution : Diaphana
- Budget : 3,9 millions d'euros
- Pays de production :  France
- Genre : comédie dramatique
- Durée : 106 minutes
- Date de sortie :
  - France : 15 novembre 2023

## Distribution
- Ariane Ascaride : Rosa
- Jean-Pierre Darroussin : Henri
- Gérard Meylan : Tonio, le frère de Rosa
- Lola Naymark : Alice, la fille d'Henri
- Robinson Stévenin : Sarkis, le fils de Rosa amoureux d'Alice
- Grégoire Leprince-Ringuet : Minas, l'autre fils de Rosa
- Pauline Caupenne : Paula, l'épouse de Minas
- Alice Da Luz : Laëtitia
- Yann Trégouët : Jackson
- Jacques Boudet : monsieur Bernard
- Adrien Jolivet : Gianni
- Xavier Mathieu : le père de Rosa et Tonio
- Pascal Rénéric : habitué du bar de Sarkis 1
- Jean-Jérôme Esposito : habitué du bar de Sarkis 2
- Géraldine Loup : la coiffeuse
- Sophie Payan : la directrice d'école

## Accueil

### Accueil critique

#### Internet
En France, le site Allociné propose une moyenne de 3,6⁄5, d'après l'interprétation de 20 critiques de presse.

#### Presse
L'accueil critique dans la presse est globalement positif. Le magazine de cinéma Première titre sa critique « Et la fête continue ! : Un grand Guédiguian » où le critique de cinéma Thierry Chèze évoque « un nouveau film lumineux sur l’engagement qui se transmet de génération en génération ».
Dans la presse plus générale, L'Obs à l'occasion d'une interview avec le réalisateur Robert Guédiguian, note que : « le cinéaste marseillais d’origine arménienne signe un film très personnel sur sa ville, la solidarité et les valeurs humanistes ». Pour Le Figaro Culture, « Robert Guédiguian signe une œuvre chorale attachante et mélancolique. ». Le journal L'Humanité évoque « Un film de bande généreux, où l’amour se mêle à la politique. ». Pour Télérama, « De retour à Marseille, la petite troupe séduit encore, avec de la politique, des colères et de l’amour. ».

### Presse
- Marcos Uzal, « Brisures d'espoir », Cahiers du cinéma, no 803, novembre 2023, p. 49